# Schmelztiegel

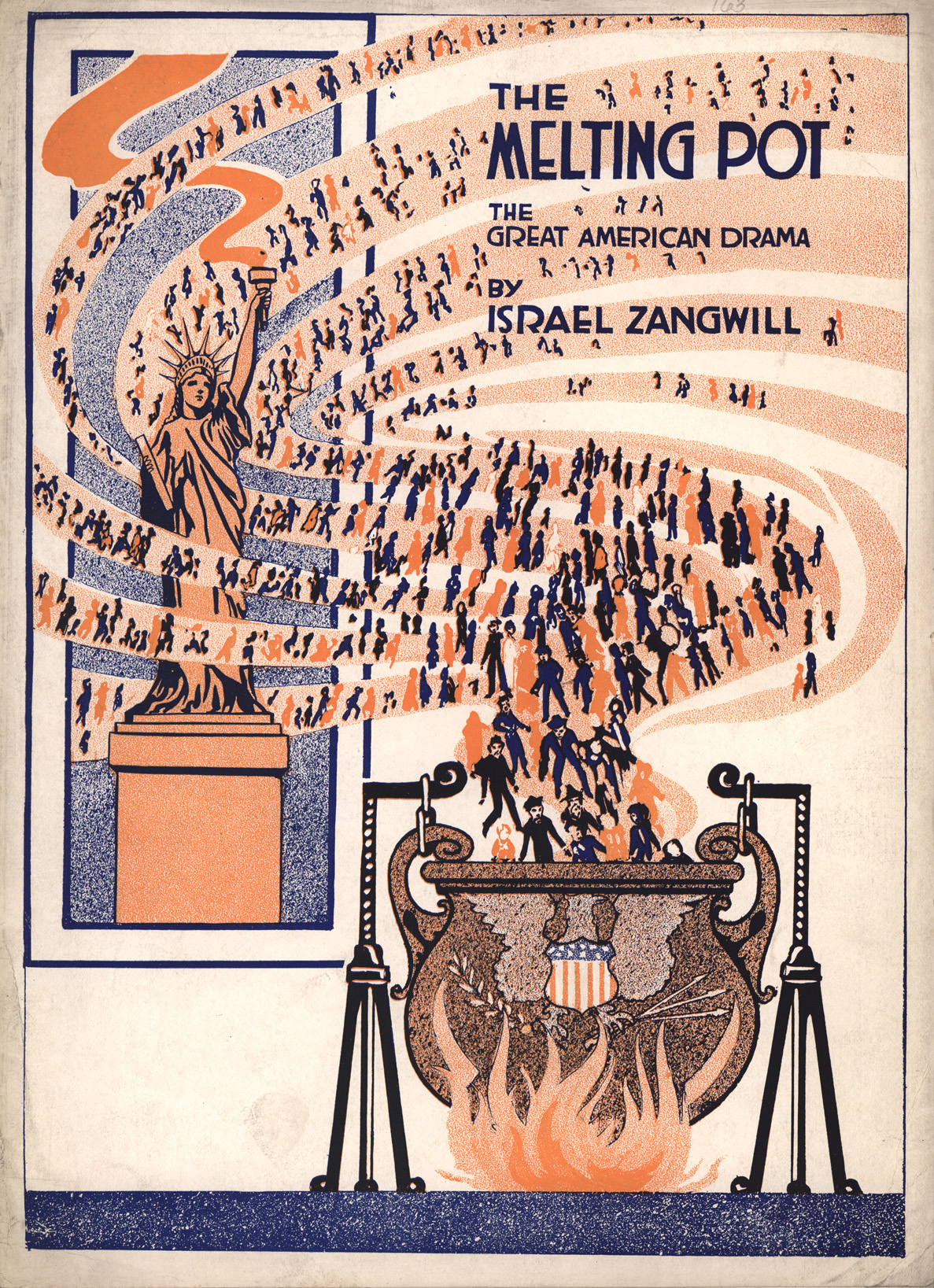
Theaterprogramm einer Aufführung von Zangwills The Melting Pot 1916

Schmelztiegel in Wappen von Großalmerode

Ein Schmelztiegel ist ein Tiegel, in dem Substanzen (meist Metalle) gemischt und geschmolzen werden.
Die Metapher „Melting Pot“ wurde das erste Mal von Jean de Crèvecoeur in seinem 1782 erschienenen Essay Letters from an American Farmer verwendet. Ein gebräuchlicher Ausdruck jedoch wurde er erst durch den Erfolg des Theaterstücks The Melting Pot des englischen Schriftstellers Israel Zangwill, das 1908 in Washington, D.C. uraufgeführt wurde.

## Der Schmelztiegel im Mittelalter
Der Schmelztiegel war eines der wichtigsten Handwerksgegenstände der mittelalterlichen Metallurgie. Er wurde zum Metallguss verwendet, zur Gehaltsprüfung und ferner in der Alchemie. Tiegel waren Massenware, wurden in Münzwerkstätten, in Goldschmieden und an etlichen anderen Orten verwendet. Nicht unüblich war, dass die Handwerker ihre Tiegel selbst herstellten.
Bis ins 12. Jahrhundert wurden Schmelztiegel weitgehend aus Ton und Erden geschaffen. Nach der Jahrtausendwende entdeckte man die besondere Eignung von hochhitzebeständigen Mineralen, mit denen der Ton angereichert wurde (derartig hochwertige Tiegel fand man bspw. in der Umgebung von Passau, die mit hessischen Tonen gebaut worden waren).

## Begriff in den Sozialwissenschaften
In der Soziologie und in den Politikwissenschaften beschreibt der Begriff „Schmelztiegel“ (engl. Melting Pot) die Assimilation und die Integration von Einwanderern in die Kultur eines Landes. Die verschiedenen Kulturen und Werte sollen sich zu einer gemeinsamen integrierten nationalen Kultur mischen. Neben „Melting Pots“ sind aber immer auch so genannte „Salad Bowls“ vorzufinden, in denen nicht alle Kulturen verschmolzen werden, sondern Einwanderergruppen je für sich eigene, klar abgegrenzte Kulturen pflegen. Dies kann – wie in Kanada als „multikulturelles Mosaik“ praktiziert – ausdrückliches Ziel sein oder auch auf mangelhafter Detail-Umsetzung einer Schmelztiegelpolitik beruhen.
Nach dem Schmelztiegel-Ansatz kann sich durch Assimilation und Integration eine homogene nationale Kultur formen, die trotz kurzer Wurzeln einen starken Gemeinsinn besitzt; dieser Ansatz ist jedoch nicht frei von Problemen: Einwanderer erfahren zumeist erheblichen sozialen Anpassungsdruck, wenn sie ihre Ursprungskultur im Einwanderungsland weiterhin praktizieren und sich diese deutlich von der im Einwanderungsland dominierenden unterscheidet. Der Schmelztiegel-Ansatz stößt ebenso an seine Grenzen, wenn gesellschaftliche Gruppen sich nicht an die dominierende Kultur angleichen lassen wollen.
In Deutschland wird besonders die verkehrstechnisch leicht erreichbare Stadt Köln als Beispiel für einen Schmelztiegel über Jahrtausende gesehen. In der Gründerzeit vergrößerte sich die Stadt Berlin auf ein Vielfaches; in ihrer Geschichte bestand die spätere Kaiserstadt zeitweise zu großen Teilen aus französischen, böhmischen und österreichischen – meist protestantisch-hugenottischen – Einwanderern. Der Staat Preußen wird ebenfalls als ein mehrsprachiger Schmelztiegel gesehen, der nur durch formale Toleranz und wirtschaftlichen Fortschritt, unterschiedliche Religionen (Katholizismus in Schlesien, lutherische Bevölkerung in den Altprovinzen und Reformierte als herrschende Hohenzollern), unterschiedliche Sprachen (Deutsch, Polnisch, Französisch, Sorbisch) sowie unterschiedliche Ethnien (slawische Vorfahren, germanische Vorfahren, Schweizer Vorfahren in Neuchâtel) zu einem Staatswesen verbinden konnte. Carl Zuckmayer verstand die Rheinlande als „Völkermühle Europas“. Den Gedanke könnte er von Wilhelm Holzamer übernommen haben.

## Die USA und Kanada als Schmelztiegel
Ein typisches Beispiel für eine „Schmelztiegel“-Integrationsstrategie geben die Vereinigten Staaten von Amerika. Im Zuge der Einwanderung von Menschen aus aller Welt mit verschiedenen Religionen und Traditionen entwickelte sich der Prozess bereits mit den ersten Kolonien europäischer Staaten und dem Aufeinandertreffen von Europäern und nordamerikanischen Ureinwohnern. Neben den Europäern kamen auch Afrikaner als Sklaven nach Amerika und brachten ebenfalls ihre Traditionen und Religionen mit, die allerdings durch ihre Herren unterdrückt wurden und nur vereinzelt im Geheimen bestehen konnten. Aus dem Süden kamen zudem noch hispanophone Gruppen aus Kuba oder Puerto Rico sowie viele Mexikaner, die vorher bereits die späteren Staaten von Kalifornien bis Texas bewohnten.
Durch die Ausweitung der Handelsbeziehung der Vereinigten Staaten kamen später noch Einflüsse aus Ozeanien und vor allem dem späteren Bundesstaat Hawaii hinzu. Aus Asien, vor allem aus China, holten sich die großen Eisenbahnunternehmen, die versuchten, die erste Strecke durch die Rocky Mountains zu errichten, viele Arbeiter. Diese konnten ihre Kultur jedoch nur in geringem Maße ausleben, da sie nur einen Bruchteil der üblichen Löhne erhielten und die Arbeits- und Lebensbedingungen beim Eisenbahnbau sehr hart waren. Zusammen mit den Iren, die vor Hunger aus ihrem Land flohen, trugen auch Italiener, Deutsche, Franzosen, Briten, Skandinavier, Spanier und Portugiesen zur Entwicklung der religiösen und sozialen Strukturen der USA bei.
W. E. B. Du Bois bezweifelte mit Blick auf die Stellung der Afroamerikaner in der Auseinandersetzung mit Booker T. Washington schon früh die Angemessenheit der Melting-Pot-Metapher. Seine Vorstellungen gingen eher in die Richtung dessen, was man heute Salatschüssel-Modell nennt: Die Gruppen behalten wichtige Merkmale und Verhaltensweisen bei und übernehmen nur einige Züge von benachbarten Gruppen.
Ein anderes, nicht mit der Vorstellung von Assimilation verbundenes Modell ist die kanadische Idee des multikulturellen Mosaiks, das die verschiedenen kulturellen Hintergründe der Bevölkerung berücksichtigt und die gezielte Förderung von kulturellen Praktiken und Sprachen vorsieht.

## Schmelztiegel als politischer Mythos
In Ermangelung einer gemeinsamen Vergangenheit und Herkunft der Zuwanderer konnte in den USA kein überzeugender Gründungsmythos entstehen. Das Versprechen der Einheit aus und in der Vielheit (E pluribus unum) konnte nur identitätsstiftend wirken, wenn es eine gemeinsame Zukunft (und nicht die heterogenen nationalen Traditionen) ins Zentrum rückte. Das ist die Funktion des von Robert Putnam kritisierten Melting-Pot-Mythos, der die Realität der Immigration nicht abbildete und daher immer stärker durch das Modell der multikulturellen Gesellschaft verdrängt wurde. Am ehesten entspricht noch der New Sunbelt (die Bundesstaaten im Südosten und Südwesten wie z. B. Nevada, nicht jedoch Kalifornien oder Florida mit ihrer stark selektiven Zuwanderung) dem Melting-Pot-Modell.